# Belahruda
Belahruda (vitryska: Белагруда) är en by i Belarus. Den ligger i den västra delen av landet, 160 kilometer väster om huvudstaden Minsk. Belahruda ligger 157 meter över havet och antalet invånare är 700.

## Natur och klimat
Terrängen runt Belahruda är mycket platt. Närmaste större samhälle är Lіda, 12,9 kilometer nordost om Belahruda. 
Omgivningarna runt Belahruda är en mosaik av jordbruksmark och naturlig växtlighet. Runt Belahruda är det ganska tätbefolkat, med 96 invånare per kvadratkilometer.